# 한국경제TV
한국경제TV(韓國經濟TV, 영어: Korea Economy TV, KETV)은 대한민국의 24시간 실시간 경제 뉴스 전문의 케이블방송사로 1999년 8월 31일부터 창립되었다. 한국경제TV는 한국경제신문에서는 만드는 경제채널이다. 본사는 서울특별시 중구 청파로 463 (중림동 441, 한국경제신문사)에 있으며 케이블 경제방송채널로서 그동안 지상파 DMB인 U1 DMB를 통해 수도권에서만 지상파 DMB가 송출되었지만 2021년 1월 1일까지 0시 2분을 끝으로 DMB 방송 송출을 중단했다.
원래의 와우TV, 한경와우TV, WOW TV이라는 그대로 불러져 있다. 

## 채널 번호
- 스카이라이프, B tv : 151번
- 지니 TV : 180번
- U+ TV : 162번

## 같이 보기
- 한국경제신문
- 매일경제TV
- SBS Biz
- MTN
- 토마토증권통
- 서울경제TV